# Polystichum maximum
Polystichum maximum là một loài thực vật có mạch trong họ Dryopteridaceae. Loài này được M. Kessler & A.R. Sm. mô tả khoa học đầu tiên năm 2007.